# Dvergetunga
Die Dvergetunga (norwegisch für Zwergenzunge) ist eine aufschwimmende Gletscherzunge an der Prinzessin-Astrid-Küste des ostantarktischen Königin-Maud-Lands. Sie entspringt dem Nivlisen nördlich der Schirmacher-Oase.
Wissenschaftler des Norwegischen Polarinstituts benannten sie.